# Nationaler Wohlstands-Index
Im Frühjahr 2012 konzipierten das Meinungsforschungsinstitut Ipsos und der Zukunftsforscher Horst W. Opaschowski ein Wohlstandsbarometer als Basis für einen umfassenden Nationalen WohlstandsIndex für Deutschland (NAWI-D), das seitdem kontinuierlich quartalsweise erhoben wird.

## Fragestellungen
In der Studie werden unter anderem folgende Fragen an die Teilnehmer gerichtet:
- Was verbinden sie mit dem Wort Wohlstand ?
- Welche Voraussetzungen müssen erfüllt sein, um wohlhabend zu sein ?
- Wie hoch ist ihre eigene Zufriedenheit mit den Wohlstandskriterien ?
- Haben Sie Zukunftsängste?[2]

## Zielsetzung
Durch die Auswertung der Studie sollen folgende Ziele erreicht werden:
- Erstellung einer Definition von Wohlstand
- kontinuierliche Messung des subjektiv erlebten Wohlstandes
- Analyse nach sozio-demographischen Gesichtspunkten, beispielsweise des Einkommens, des Alters oder des Wohnortes der Befragten[3]

## Durchführung
Viermal jährlich wird eine repräsentative Umfrage mit in der Regel ca. 2.000 Teilnehmern durchgeführt. Es wurden seit Juni 2012 bereits mehr als 40 solcher Umfragen durchgeführt, die neben dem NAWI-D auch andere Fragestellungen zum Thema Wohlstand nach sozialen oder demographischen Gesichtspunkten beantworten.
Über bevölkerungsrepräsentative Vorbefragungen wurde eine Batterie von 30 Aussagen entwickelt, die das Thema Wohlstand aus Sicht der erwachsenen Wohnbevölkerung in Deutschland umfassend abdeckt. Diese 30 Aussagen wurden in wiederum bevölkerungsrepräsentativen Umfragen Bundesbürgern ab 14 Jahren vorgelegt. Die Bürger selbst entscheiden, welche dieser Aussagen für sie erfüllt sein müssen, um in Wohlstand zu leben. Die Einstufung, ob diese Aussagen für sie in der Realität erfüllt sind, erfolgt anhand einer 10er-Skala, die von 1 = „trifft für mich überhaupt nicht zu“ bis 10 = „trifft auf mich voll und ganz zu“ reicht. Die Antworten werden dann in folgende Kategorien eingeteilt:
- 1–4: geringes Wohlstandsempfinden
- 5–7: mittleres Wohlstandsempfinden
- 8–10: hohes Wohlstandsempfinden

Die bei jeder dieser 30 Aussagen gemessene Wohlstandswirklichkeit wird mit deren jeweiligen Bedeutung in Bezug gesetzt, d. h. gewichtet. Daraus werden für jede Wohlstandsdimension als auch für den Wohlstand insgesamt der NAWI-D berechnet.

## Das Vier-Säulen-Modell
Basierend auf den Ergebnissen der Studie wurde ein Modell zur Definition von Wohlstand entwickelt, dass auf vier Arten des Wohlstandes beruht, die den Begriff Wohlstand als Ganzes definieren:
- Gesellschaftlicher Wohlstand; Leben in einer freien und friedlichen Gesellschaft
- Individueller Wohlstand; Gesund und ohne Zukunftsängste leben
- Ökonomischer Wohlstand; ohne Geldsorgen leben
- Ökologischer Wohlstand; naturnah und nachhaltig leben[5]

## Entwicklung des Wohlstandsindex
Die Entwicklung des NAWI-D lässt sich an dem Anteil der Befragten, die ein hohes, mittleres bzw. hohes Wohlstandsempfinden aufweisen, ablesen:
| Jahre (Durchschnittswerte)    | 2012   | 2013   | 2014   | 2015   | 2016   | 2017   | 2018   | 2019   | 2020   | 2021   | 2022   |
| ----------------------------- | ------ | ------ | ------ | ------ | ------ | ------ | ------ | ------ | ------ | ------ | ------ |
| Hohes Wohlstandsempfinden     | 43,1 % | 45,2 % | 48,1 % | 49,7 % | 49,4 % | 50,7 % | 50,0 % | 51,8 % | 51,8 % | 51,4 % | 48,7 % |
| Mittleres Wohlstandsempfinden | 37,0 % | 36,5 % | 34,1 % | 33,3 % | 33,6 % | 34,1 % | 35,6 % | 34,8 % | 33,9 % | 34,2 % | 35,7 % |
| Niedriges Wohlstandsempfinden | 20,0 % | 18,3 % | 17,8 % | 17,1 % | 17,0 % | 15,2 % | 14,4 % | 13,4 % | 14,3 % | 14,4 % | 15,6 % |